# 河原温 (歴史学者)
河原 温（かわはら あつし、1957年 - ）は、日本の歴史学者、放送大学教授、首都大学東京（東京都立大学）名誉教授。専門は、ヨーロッパ中世史、都市社会史。博士論文『中世フランドルの都市と社会 : 慈善の社会史』により、博士（文学）（東京大学）。
東京都生まれ。東京大学文学部卒業。大学の教養課程で西洋中世史の優れた教員に出会ったことから、その分野に興味を持ったという。
東京大学大学院人文科学研究科修士課程修了後、ベルギーのヘント大学に留学（1983-85年）、東京大学大学院人文科学研究科博士課程中退。山梨大学教育学部助教授、（旧）東京都立大学人文学部助教授・准教授、首都大学東京都市教養学部教授をへて、2018年放送大学教授となる。
ヨーロッパ中世史、地域的にはフランドル、時代としては特にブルゴーニュ公国を中心に研究を行っている。また都市社会史方面でも研究を行い、兄弟団、施療院、都市聖人など都市に関する分野に明るい。

## 著書

### 単著
- 『中世ヨーロッパの都市世界』（山川出版社 世界史リブレット、1996年）
- 『中世フランドルの都市と社会ー慈善の社会史』（中央大学出版部、2001年）
- 『ブリュージュ――フランドルの輝ける宝石』（中公新書、2006年）
- 『ヨーロッパの中世（2）都市の創造力』（岩波書店、2009年）

### 共編著
- （松本宣郎・前沢伸行共編）『ヨーロッパの成立と発展――文献解説』（南窓社、2007年）
- （池上俊一共編）『ヨーロッパの中世』全9巻（岩波書店、2008-10年）
- （草光俊雄共編著）『ヨーロッパの歴史と文化 中世から近代』（放送大学教育振興会、2009年）
- （池上俊一共編）『ヨーロッパ中近世の兄弟会』（東京大学出版会、2014年）
- （堀越宏一共著）『図説中世ヨーロッパの暮らし』（河出書房新社 ふくろうの本、2015年）
- （堀越宏一共編）『西洋中世史』（放送大学教育振興会、2021年）
- （池上俊一共編）『都市から見るヨーロッパ史』（放送大学教育振興会、2021年）
- （池上俊一共編）『聖人崇敬の歴史』（名古屋大学出版会、2025年）

### 訳書
- キャロル・フィンク『マルク・ブロック――歴史のなかの生涯』（平凡社、1994年）
- アンドレ・ジョリス『地域からみたヨーロッパ中世――中世ベルギーの都市・商業・心性』（ミネルヴァ書房、2004年）
- マルク・ボーネ『中世ヨーロッパの都市と国家 ブルゴーニュ公国時代のネーデルラント』（編訳、山川出版社、2016年）